# Bruno Hauptmann
Bruno Richard Hauptmann (Kamenz, 26 novembre 1899 – Trenton, 3 aprile 1936) è stato un criminale tedesco, condannato a morte in quanto ritenuto responsabile del rapimento del bambino Charles August Lindbergh, figlio dell'aviatore Charles Lindbergh.
Entrò negli Stati Uniti nel 1923, dopo essere evaso da un carcere tedesco. Nel 1934 fu arrestato per il rapimento di Charles Augustus Lindbergh Jr. avvenuto nel 1932. Dopo un controverso processo fu condannato a morte, sentenza che venne eseguita il 3 aprile 1936 mediante sedia elettrica, dopo due richieste di clemenza negate.

## Biografia
Bruno Richard Hauptmann nacque a Kamenz, vicino a Dresda, nell'allora Impero tedesco, il 26 novembre 1899, il più giovane di cinque figli. Né lui né i suoi familiari e amici utilizzavano abitualmente il nome "Bruno", anche se i pubblici ministeri nel processo per il rapimento Lindbergh si riferirono a lui con quel nome. Aveva tre fratelli e una sorella. All'età di undici anni si unì all'associazione scout Deutscher Pfadfinderverband. Hauptmann frequentò la scuola pubblica fino all'età di 14 anni. Lavorò poi durante il giorno mentre frequentava la scuola serale di commercio. Studiò carpenteria per il primo anno e passò quindi a costruzione di macchinari per i successivi due anni.
Il padre di Hauptmann morì nel 1917. In quello stesso anno venne a sapere che suo fratello Herman era morto combattendo in Francia nella prima guerra mondiale. Poco dopo, fu informato che un altro fratello, Max, era morto sul fronte russo. Poco dopo Hauptmann fu arruolato e assegnato all'artiglieria. Venne inviato a Bautzen ma venne poi trasferito al 103º reggimento di fanteria già al suo arrivo sul fronte. Nel 1918 Hauptmann fu assegnato alla 12ª compagnia di mitragliatrici a Königsbrück. Hauptmann in seguito sostenne di essere stato schierato nella Francia orientale con il 177º reggimento di mitraglieri nell'agosto o nel settembre del 1918 dove combatté nella battaglia di Saint-Mihiel. Nel settembre o nell'ottobre del 1918 fu gassato e colpito nell'elmetto da schegge da bombardamento. Venne anche creduto morto. La sera stessa riuscì tuttavia a tornare al sicuro e in servizio.
Dopo la guerra, Hauptmann e un amico derubarono due donne che trasportavano cibo sulla strada tra Wiesa e Nebelschütz, minacciandole con la pistola dell'esercito di Hauptmann. Le altre accuse di Hauptmann comprendono il furto nella casa di un sindaco con l'uso di una scala. Rilasciato dopo tre anni di prigione, venne arrestato tre mesi dopo come sospetto di ulteriori furti. Hauptmann entrò illegalmente negli Stati Uniti d'America come clandestino su un transatlantico. Sbarcò a New York nel settembre del 1923. Venne accolto da un membro della comunità tedesca e lavorò come falegname. Nel 1925 sposò una cameriera tedesca, Anna Schoeffler (1898 - 1994), e divenne padre otto anni dopo. La famiglia viveva nel Bronx e Hauptmann si era apparentemente lasciato alle spalle il suo passato criminale. Hauptmann era descritto come magro e di media altezza ma con spalle larghe. I suoi occhi erano piccoli e incassati.

## Rapimento Lindbergh

### Crimine e investigazione
La sera del 1º marzo 1932, Charles Lindbergh Jr., il figlio dell'aviatore Charles Lindbergh, fu rapito da Highfields, New Jersey. Una scala fatta in casa venne trovata sotto la finestra della stanza del bambino. I 50 000 dollari richiesti come riscatto furono consegnati dal dottor John F. Condon ma il corpo del bambino venne trovato il 12 maggio in un bosco a 6,4 km dalla casa di famiglia. La morte venne attribuita a un colpo alla testa. Alcuni ipotizzarono che fosse stato sferrato accidentalmente durante il rapimento.
Il 15 settembre 1934 un cassiere di banca si rese conto che il numero di serie su un certificato d'oro da 10 dollari depositato da una stazione di servizio era nell'elenco delle banconote del riscatto di Lindbergh. I certificati d'oro erano banconote utilizzate come mezzo di pagamento negli Stati Uniti fino al 1933 e vennero ritirati dalla circolazione come parte del passaggio dal gold standard. A partire dal 1º maggio 1933, il possesso privato di oro - che comprendeva i certificati - fu bandito al di sopra di una esenzione di 100 dollari per effetto dell'ordine esecutivo 6102 del Presidente degli Stati Uniti. Da quel momento in poi, spendere il denaro del riscatto Lindbergh, consistente in certificati d'oro, divenne molto più difficile, soprattutto perché i rivenditori furono chiamati a segnalare i clienti che avevano ancora tali fondi. A margine del conto, l'inserviente aveva dunque scritto il numero di targa dell'auto del cliente che si rivelò appartenere a Bruno Hauptmann. Il falegname venne posto sotto sorveglianza da parte del New York City Police Department, dalla polizia di stato del New Jersey e dall'FBI.
Il 19 settembre Hauptmann si rese conto di essere seguito e tentò di fuggire correndo e passando con il rosso ai semafori. Fu catturato dopo essere stato bloccato da un camion tra la 178ª Strada e East Tremont Avenue.

### Processo

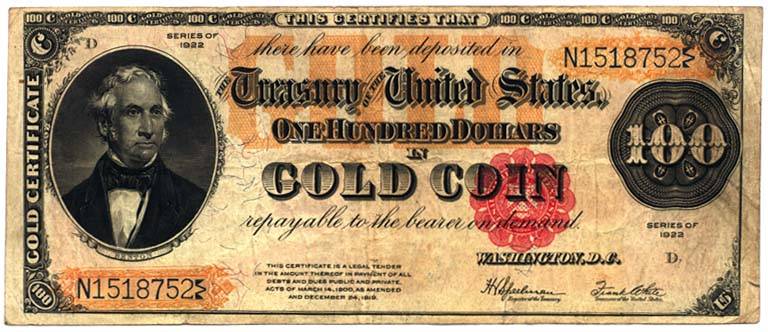
Un certificato d'oro del 1922

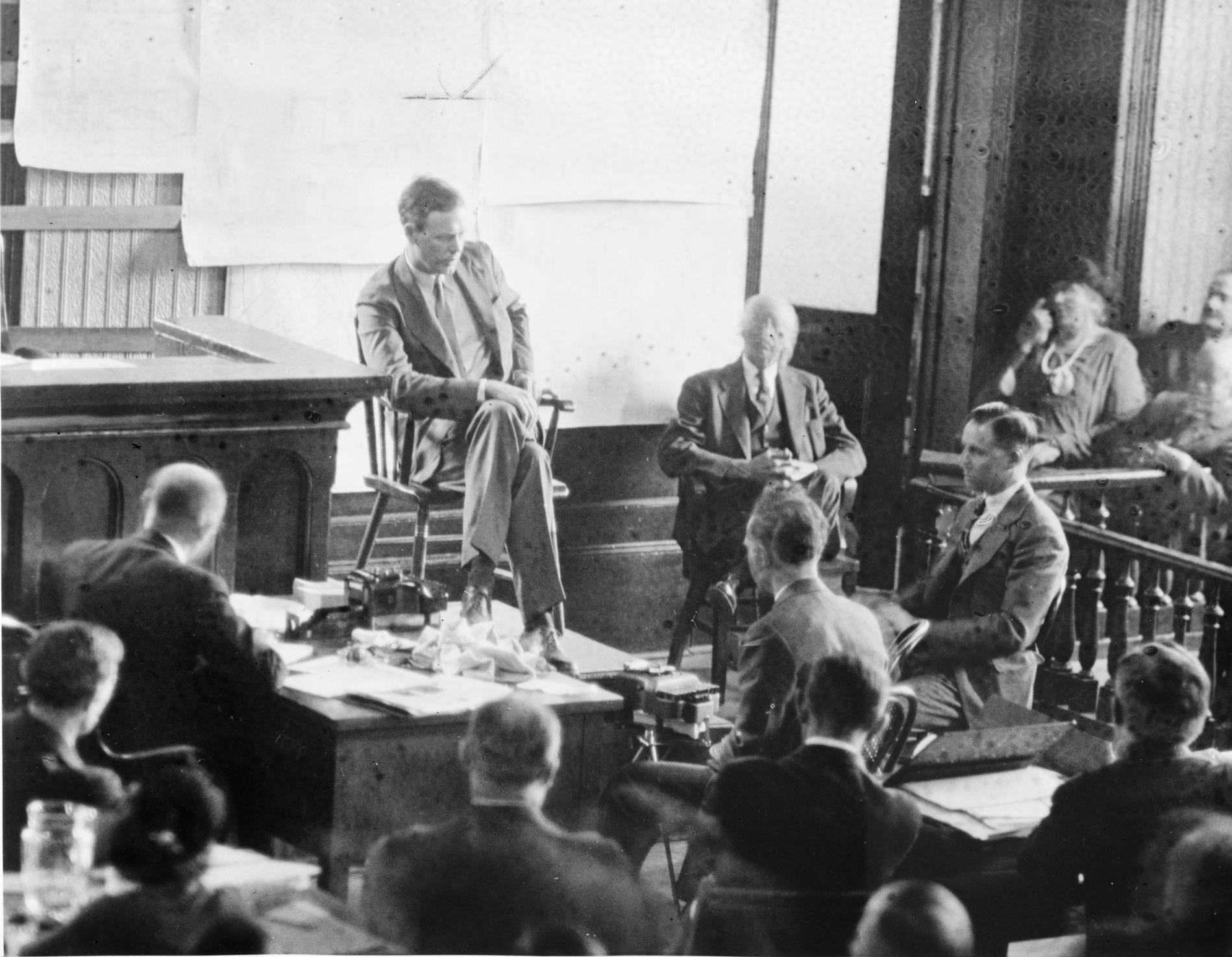
Charles Lindbergh mentre depone al processo

Il processo a Bruno Hauptmann fu soprannominato "il processo del secolo", mentre egli venne definito "L'uomo più odiato del mondo".
Le prove contro Hauptmann comprendevano: 14 600 dollari del denaro del riscatto trovati nel suo garage; una testimonianza che asserisce che la grafia e il dialetto di Hauptmann erano simili a quelli della richiesta di riscatto; una perizia che affermava che il legname usato per costruire la scala era stato prelevato dalla soffitta della casa di Hauptmann; l'indirizzo e il numero di telefono di Condon vennero trovati all'interno di uno degli armadi di Hauptmann e quello che sembrava essere uno schizzo disegnato a mano di una scala trovato in uno dei taccuini di Hauptmann. Gli esperti chiamati dalla difesa non furono mai chiamati a testimoniare. Il fatto che i certificati d'oro provenissero effettivamente dal riscatto non era certo provato, ma sembrava plausibile in relazione ad altre prove. Hauptmann aveva effettuato notevoli spese per un importo corrispondente alla somma totale del riscatto di 50 000 dollari. Il falegname disse che questo denaro veniva dai suoi risparmi e dai profitti sul mercato azionario.
Durante il processo, Hauptmann venne identificato come l'uomo che ricevette il denaro del riscatto, l'uomo che aveva speso alcuni dei certificati d'oro del riscatto e l'uomo visto vicino alla casa dei Lindbergh il giorno del rapimento. Inoltre era stato assente dal lavoro il giorno del pagamento del riscatto e si era licenziato due giorni dopo.
Reilly sostenne che le prove contro Hauptmann erano del tutto circostanziali, poiché nessun testimone attendibile aveva collocato Hauptmann sulla scena del crimine, né le sue impronte digitali erano state trovate sulla scala, sulle richieste di riscatto o su qualsiasi punto della stanza della vittima. I procuratori dissero a Hauptmann, che avrebbero rinunciato a chiedere la pena di morte se si fosse dichiarato colpevole. L'imputato tuttavia rifiutò.
Hauptmann venne ritenuto colpevole e immediatamente condannato alla pena di morte. I suoi appelli vennero rigettati, anche se la sua esecuzione venne sospesa due volte, mentre il governatore del New Jersey Harold G. Hoffman esaminava il caso e venivano condotte delle indagini su un altro sospetto. Hoffman infatti aveva segretamente visitato Hauptmann nella sua cella nel braccio della morte con Anna Bading, una stenografa che parlava bene tedesco. Il governatore invitò gli altri membri della Corte di revisione e di ricorso - l'antenata della Corte Suprema del New Jersey, che venne istituita nel 1947 - a incontrare Hauptmann. Nonostante i suoi evidenti dubbi sulla colpevolezza di Hauptmann, Hoffman non fu in grado di convincere gli altri membri della Corte a riesaminare la questione.

### Esecuzione
Il 3 aprile 1936 Bruno Hauptmann fu giustiziato sulla sedia elettrica nella prigione di Trenton, soprannominata "Old Smokey" dal famoso boia Robert G. Elliott. Hauptmann aveva chiesto un ultimo pasto composto da sedano, olive, pollo, patatine fritte, piselli spezzati, ciliegie e una torta. I giornalisti presenti dissero che Hauptmann non aveva rilasciato dichiarazioni. Secondo altre fonti Hauptmann si proclamò nuovamente innocente. Il suo consigliere spirituale comunicò che l'uomo gli disse, prima di essere prelevato dalla sua cella: "Ich bin absolut unschuldig an den Verbrechen, die man mir zur Last legt" ("Sono assolutamente innocente del crimine del quale mi hanno gravato").
Dopo l'esecuzione la vedova Anna Hauptmann chiese e ottenne un permesso speciale per portare il corpo del marito fuori dal New Jersey. Fece cremare la salma nel forno crematorio del quartiere di Maspeth, nel Queens, a New York. Le esequie vennero celebrate da due pastori luterani in tedesco. Il rito si svolse in forma privata, in quanto la legge del New Jersey vietava i funerali pubblici per i criminali. La vedova di Hauptmann aveva accettato queste condizioni, ricevendo il corpo. Solo sei persone seguirono la cerimonia, il limite secondo la legge dello Stato, ma una folla di oltre duemila persone si radunò all'esterno. Anna Hauptmann aveva programmato di tornare in Germania con le ceneri del defunto. Non è nota tuttavia l'ubicazione delle stesse.

## Riesame del caso
Nell'ultima parte del XX secolo, il processo contro Hauptmann è stato sottoposto a numerose verifiche. Per esempio, un elemento di prova nel suo processo era un numero di telefono scarabocchiato su un tabellone nell'armadio del presunto colpevole. Quello era il numero dell'uomo che consegnò il riscatto, il dott. John F. Condon. Un giurato del processo disse in seguito, che questo era l'unico elemento che lo aveva convinto della colpevolezza. Un giornalista tuttavia ammise di aver scritto lui stesso il numero. Si sostiene anche che i testimoni oculari, che collocarono Hauptmann nella tenuta dei Lindbergh vicino al momento del crimine, non erano affidabili. Uno dei testimoni era un uomo, legalmente cieco che aveva però affermato di aver visto Hauptmann vicino alla casa di Lindbergh. Nemmeno l'intermediario, che consegnò il riscatto, inizialmente identificò Hauptmann come il destinatario della somma.
In effetti Condon, dopo aver visto Hauptmann in fila al Dipartimento di Polizia di New York di Greenwich Street, disse all'agente speciale dell'FBI Turrou, che Hauptmann non era "John", l'uomo che Condon sosteneva avesse ricevuto i soldi del riscatto nel cimitero di St. Raymond. Affermò inoltre che Hauptmann era diverso, per esempio non aveva gli stessi occhi, era più pesante e aveva capelli diversi e che "John" era in realtà morto, perché era stato assassinato dai suoi complici.
Mentre aspettava in una macchina nelle vicinanze, Lindbergh sentì la voce di "John" che chiamava Condon durante l'abbandono del riscatto, ma non lo vide mai. Testimoniò davanti al grand jury del Bronx, dicendo di averlo sentito pronunciare solo le parole "hey, Doc". È quindi difficile sostenere che avrebbe potuto riconoscere un uomo solo dalla sua voce udita in quell'unica occasione. Charles Lindbergh tuttavia identificò Hauptmann come "John" durante il suo processo a Flemington. La polizia inoltre picchiò Hauptmann mentre era in custodia presso la stazione di polizia di Greenwich Street.
Venne anche affermato che alcuni testimoni furono intimiditi e alcuni sostengono che la polizia avesse creato prove false e certificato altre in modo errato. Ci furono accuse secondo le quali la polizia avrebbe dovuto ignorare i compagni di lavoro, che affermavano che Hauptmann fosse al lavoro il giorno del rapimento. Questi e altri risultati spinsero il direttore dell'FBI J. Edgar Hoover a mettere in discussione il modo in cui vennero condotte le indagini e il processo. La vedova di Hauptmann cercò fino alla fine di far annullare la condanna del marito e di ottenere una grazia postuma.
Erastus Mead Hudson era un esperto di impronte digitali, che conosceva l'allora raro processo con il nitrato d'argento per la raccolta di impronte digitali da legno e altre superfici, su cui il precedente metodo a polvere non avrebbe funzionato. Scoprì che le impronte digitali di Hauptmann non erano sul legno e nemmeno sui posti che l'uomo che aveva costruito la scala doveva aver toccato. Dopo aver riferito questo a un agente di polizia, affermando che dovevano guardare oltre, l'ufficiale disse: "Buon Dio, non dirlo, dottore!" La scala fu poi lavata da tutte le impronte digitali e Norman Schwarzkopf Sr., sovrintendente della polizia del New Jersey, rifiutò di rivelare al pubblico che le impronte di Hauptmann non erano sulla scala.
Furono scritti diversi libri che proclamavano l'innocenza di Bruno Hauptmann. Questi criticano in vario modo la polizia per aver permesso che le scene del crimine fossero contaminate, Charles Lindbergh e i suoi avvocati per aver interferito con le indagini, gli avvocati di Hauptmann per averlo difeso in modo inefficace e l'affidabilità dei testimoni e delle prove fisiche presentate al processo. Il giornalista britannico Ludovic Kennedy, in particolare, ha messo in discussione molte delle prove, come l'origine della scala e molte testimonianze. Un libro successivo sul caso, A Talent to Deceive, dello scrittore investigativo britannico William Norris, non solo dichiara l'innocenza di Hauptmann, ma accusa anche i Lindbergh di aver insabbiato la vera identità del killer. Il libro incrimina in particolare Dwight Morrow, Jr., cognato di Lindbergh.
Per oltre 50 anni, la vedova di Hauptmann si appellò ai tribunali del New Jersey per fare riaprire il caso, senza successo. Nel 1982 Anna Hauptmann citò in giudizio lo Stato del New Jersey, vari ex poliziotti, i giornali di William Randolph Hearst, che prima del processo avevano lanciato una campagna di stampa contro Hauptmann, e l'ex procuratore David T. Wilentz, allora ottantaseienne, per oltre 100 milioni di dollari in danni da omissione. Affermò che i documenti scoperti di recente avevano dimostrato la cattiva condotta da parte del pubblico ministero e la creazione di prove false da parte di agenti governativi, tutti di parte contro Hauptmann, perché era di etnia tedesca. Nel 1983 la Corte suprema degli Stati Uniti d'America rifiutò la sua richiesta senza facoltà di appello. Nel 1984 il giudice rigettò quindi la richiesta di Anna Hauptmann.
Nel 1985 oltre 23 000 pagine di documenti di polizia del caso Hauptmann furono rinvenuti nel garage del defunto governatore Harold G. Hoffman. Queste carte, insieme a 34 000 pagine di documenti dell'FBI che, sebbene scoperti nel 1981, non furono divulgati al pubblico, rappresentavano una manna di informazioni precedentemente non rivelate. Come risultato diretto di questa nuova prova, Anna Hauptmann ripresentò nuovamente la sua denuncia civile il 14 luglio 1986 per ottenere una grazia postuma, continuando ad affermare, che "era stato incastrato dall'inizio alla fine" dalla polizia che cercava un colpevole. Tra le sue accuse c'erano i suggerimenti, che il parapetto della scala prelevato dalla soffitta, dove vivevano nel 1935, fosse stato piantato dalla polizia e che il denaro del riscatto era stato dato a Hauptmann da Isidor Fisch, che secondo lei probabilmente era il vero rapitore. Nel 1990 il governatore del New Jersey James Florio declinò il suo appello per un'udienza di grazia postuma. Anna Hauptmann morì a Lancaster il 10 ottobre 1994, all'età di 95 anni.
Nel 1974 Anthony Scaduto scrisse Scapegoat, un libro secondo cui Hauptmann era stato incastrato e che la polizia nascose delle prove e ne falsificò altre. Ciò portò a ulteriori indagini e nel 1985 Ludovic Kennedy pubblicò The Airman and the Carpenter, in cui sosteneva che Hauptmann non aveva rapito e assassinato Charles Augustus Lindbergh Jr. Il libro venne adattato in un film televisivo del 1996, Crime of the Century, interpretato da Stephen Rea e Isabella Rossellini.
Non tutti gli autori moderni sono concordi con queste teorie. Jim Fisher, un ex agente dell'FBI e professore alla Edinboro University of Pennsylvania scrisse due libri sul tema: The Lindbergh Case (1987) e The Ghosts of Hopewell (1999) per affrontare, almeno in parte, ciò che definisce un "movimento di revisione". In questi testi spiega in dettaglio le prove contro Hauptmann. Fornisce un'interpretazione, discutendo sia i pro sia i contro di tali prove. Conclude: "Oggi il fenomeno Lindbergh [sic] è una bufala gigantesca, perpetrata da persone che stanno approfittando di un pubblico disinformato e cinico. Nonostante tutti i libri, i programmi televisivi e le cause legali, Hauptmann è colpevole oggi come lo era nel 1932, quando rapì e uccise il figlio di Mr e Mrs Charles Lindbergh".
Charles Lindbergh credeva, che Hauptmann fosse coinvolto nel rapimento e nell'omicidio di suo figlio. Notò che Hauptmann era magnificamente costruito, ma aveva gli occhi come un cinghiale.

## Nella cultura di massa
- Anthony Hopkins interpretò Hauptmann nel film TV Il caso Lindbergh (The Lindbergh Kidnapping Case) (1976).
- Nel 1996 il suo personaggio venne rappresentato da Stephen Rea nel film della HBO Crime of the Century.
- Damon Herriman interpretò Hauptmann nel film di Clint Eastwood J. Edgar (2011).